# Anton Shantyr
Anton Igorevich Shantyr (em russo:  Антон Игоревич Шантырь; nascido em 25 de abril de 1974) é um ex-ciclista russo. Conquistou uma medalha de prata nos Jogos Olímpicos de Verão de 1996 em Atlanta na prova de perseguição por equipes de 4 km, junto com Eduard Gritsun, Nikolai Kuznetsov e Alexei Markov.